# Virginia Vallejo
Virginia Vallejo García (Cartago, 26 agosto 1949) è una scrittrice, giornalista televisiva e radiofonica, conduttrice e produttore colombiana.
Da giugno 2010 vive negli Stati Uniti in asilo politico.
Il 18 luglio 2006, l'agenzia federale antidroga statunitense, DEA,  l'ha portata fuori dalla Colombia su un volo speciale per salvarle la vita e farla collaborare con il Dipartimento di Giustizia  colombiana nei due processi più importanti del suo paese nella seconda parte del 20º secolo, dopo che testimoniò su come presidenti e politici colombiani beneficiassero dei cartelli della droga.
Nel 2007 ha pubblicato il suo primo libro, Amando Pablo, odiando Escobar, che ha portato all'incriminazione del procuratore generale della Colombia per l'assalto al Palazzo di Giustizia (1985) e all'assassinio del candidato alla presidenza Luis Carlos Galán (1989). Il libro è stato tradotto in quindici lingue e trasformato in film nel 2018.
Dal suo arrivo negli Stati Uniti, vive a Miami, in Florida. Nel 2019 è tornata in televisione per fare programmi speciali con il canale internazionale RT.

## Biografia

### Primi anni e famiglia
Nasce il 26 agosto 1949 a Cartago, Valle del Cauca, Colombia, vicino alla tenuta della sua famiglia. I suoi genitori erano Juan Vallejo Jaramillo, un industriale, e Mary García Rivera. Sua nonna paterna, Sofía Jaramillo Arango, era una discendente di Alonso Jaramillo de Andrade Céspedes y Guzmán, un nobile dell'Estremadura. Membri della sua famiglia sono stati ministri, scrittori e ambasciatori, come il suo nonno paterno Eduardo Vallejo Varela, ministro delle finanze (1930); suo prozio Alejandro Vallejo Varela, scrittore e amico intimo di Jorge Eliécer Gaitán, e del suo prozio Jaime Jaramillo Arango, ministro dell'Istruzione (1934), ambasciatore in diversi paesi europei e co-fondatore del Collegio Anglo colombiano.
Nel 1950 la famiglia di Virginia tornò a Bogotà, dove nacquero i suoi tre fratelli: Felipe (1951), Antonio (1955–2012) e Sofía (1957). Ha studiato prima all'asilo Elvira Lleras Restrepo, sorella del presidente Carlos Lleras Restrepo, amico di famiglia; e studio primario e liceo presso il collegio Anglo Colombiano, dove si diploma nel 1967.

### Inizio professionale e matrimoni
Tra il 1967 e il 1968 ha lavorato come insegnante di inglese presso il Centro Colombo Americano di Bogotá; e dentro 1969, alla presidenza del Banco del Commercio, nello stesso anno sposa Fernando Borrero Caicedo, presidente e fondatore dello studio di architettura Borrero, Zamorano e Giovanelli. La coppia ha divorziato nel 1971.
Nel 1972, pur essendo direttrice delle pubbliche relazioni della Cervecería Andina, ricevette un invito a lavorare a un programma televisivo, Oiga Colombia, Revista del Sábado, diretto da Carlos Lemos Simmonds e Aníbal Fernández de Soto.
Nel 1978 ha sposato David Stivel, regista televisivo, teatrale e cinematografico argentino e capo del chiamato Clan Stivel, che ha riunito nel suo paese gli attori più importanti della sua generazione. Il matrimonio terminò nel 1981.

## Carriera mediatica

### Introduzione
Fino al 1998 c’erano tre canali televisivi di proprietà del governo in Colombia: due commerciali e uno ufficiale. L’ente radiotelevisivo statale, Inravisión, ha concesso gli spazi per televisione a produttori indipendenti, noti come programadoras (studi televisivi e società di produzione).

### Anni '70
Tra il 1972 e il 1975 è stata conduttrice di ¡Oiga Colombia, Revista del Sábado!; e, dal 1973 al 1975, del Éxitos 73, Éxitos 74, e Éxitos 75. Nel 1973 è stata giornalista per TV Sucesos-A3, diretta da Alberto Acosta; e, dal 1975 al 1977, editrice di notizie internazionali. All’inizio e alla metà degli anni ‘70 ne ospitò altri programmi, come il concorso TV Crucigrama, un altro per bambini e uno spazio cucina con lo chef Segundo Cabezas.
Nel gennaio 1978, è diventata la presentatrice del telegiornale delle 19:00 Noticiero 24 Horas, diretto da Mauricio Gómez, Ernesto Rodríguez Medina e Sergio Arboleda. A marzo è stata invitata dal governo taiwanese all’insediamento del presidente Chiang Ching-kuo. Nello stesso anno viene eletta Vice Presidente del Consiglio di Amministrazione di ACL, Asociación Colombiana de Locutores. Nel 1978, 1979 e 1980 ha vinto il premio come miglior presentatore di Televisione dell’APE, Asociación de Periodistas del Espectáculo (Associazione di giornalisti dello spettacolo).
Nel 1979 ha recitato nel film Colombia Connection, del regista cinematografico Gustavo Nieto Roa. A novembre è apparsa nella rivista nordamericana Town & Country, aprendo la sezione Le donne di El Dorado. Nel 1979 e nel 1980 ha presentato ¡Cuidado con las Mujeres! di RTI Television.

### Anni '80
Nel 1981 ha fondato la sua società di studi televisivi, TV Impacto, con la giornalista Margot Ricci. In quello stesso anno, il governo di Israele li ha invitati a realizzare speciali in Terra santa.
Nel 1980 e nel 1982 ha lavorato alla Radio Caracol. È stato l'unico giornalista colombiano inviato a Londra a coprire il matrimonio del principe di Galles Carlo e Lady Diana Spencer il 29 luglio 1981. La trasmissione radiofonica di Vallejo è durata sei ore. E dal 1980 al 1985 ha seguito il Concorso Nazionale di Bellezza a Cartagena de Indias, per Caracol Radio e Televisione.
Tra il 1981 e il 1983 dirige ¡Al Ataque!, uno spazio per la sua società di studi televisivi. È stato il primo giornalista televisivo intervistando Pablo Escobar, nel gennaio 1983 nella discarica di Moravia a Medellín. Durante un'ora, il giovane candidato al Congresso ha descritto il progetto sociale di lui e dei suoi soci, “Medellín Sin Tugurios”. Il programma di Vallejo ha inserito Escobar sulla scena nazionale.
Nel 1983 e nel 1984 ha presentato Hoy por Hoy, El Magacín del Lunes, alle 19:00. Nel 1984 ha realizzato a spot televisivo per Medias Di Lido a Venezia, Italia, seguito da tre, a Rio de Janeiro, Brasile, San Juan, Porto Rico, e Cartagena de Indias, Colombia. Nel 1983 e 1984 ha presentato il musicale El Show de las Estrellas, regia di Jorge Barón. Nel 1984 è stata redattrice internazionale del Grupo Radial Colombiano, regia di Carlos Lemos Simmonds. Nel 1985 diventa conduttrice del telegiornale Telediario, diretto da Arturo Abella.
Nel 1985 è apparsa sulle copertine delle riviste internazionali Bazaar e Cosmopolitan. Anche in Elenco, rivista del quotidiano El Tiempo, che la definì “il simbolo di un’epoca”. Nel 1988 ha vinto una borsa di studio del governo tedesco per studiare giornalismo economico presso il Internationales Institut für Journalismus, a Berlino. Ha deciso di rimanere in Germania per collaborare con l’Ufficio Federale per Indagine (Bundeskriminalampt o Interpol Europe), nella sua lotta ai cartelli della droga colombiani.

### Anni '90
Nel 1991, è tornata in Colombia per recitare nella telenovela di Caracol Radio e Televisione, Sombra de tu Sombra. Nel 1992 ha presentato ¡Indiscretísimo! diretto da Manuel Prado. Dal 1992 al 1994 ha lavorato nella catena radiofonica Todelar.
Nell’ottobre 1994 ha concluso la sua carriera nei media colombiani, per aprire e dirigere l’operazione sudamericana di una società di marketing multilivello (MLM) con sede negli Stati Uniti.

### Anni 2000
Tra il 2009 e il 2010 ha lavorato come editorialista per il quotidiano venezuelano 6to Poder, diretto da Leocenis García, politico e giornalista dell’opposizione; ma, nel 2010, il presidente Hugo Chávez ha chiuso il mezzo e imprigionò il regista.

### Anno 2019
Nel 2019 è stata assunta dal canale internazionale RT (rete televisiva) in spagnolo per realizzare dodici speciali, chiamato Sueños y Pesadillas (Sogni e Incubi), ispirato al “sogno americano” e ai problemi degli Stati Uniti, specialmente nelle comunità latin. Gli argomenti affrontano, tra gli altri, le differenze abissali tra i più ricchi ei più poveri, l’immigrazione clandestina, le discriminazioni di razza e genere (comprese le persone LGBTQ), tratta di esseri umani, tossicodipendenza e costi elevati della salute.

## Esilio e asilo negli Stati Uniti

### Partenza dalla Colombia
Virginia Vallejo e Pablo Escobar hanno avuto una relazione romantica tra il 1983 e il 1987, segnata da lunghe separazioni. Per questo, all’inizio di luglio 2006, la giornalista ha offerto alla giustizia colombiana la sua testimonianza nel processo contro l’ex senatore ed ex ministro della giustizia Alberto Santofimio, molto vicino a Escobar, processato per complicità con il narcotrafficante nell’assassinio di Luis Carlos Galán, commesso dal cartello di Medellín il 18 agosto 1989.
Diversi testimoni chiave nel caso Galán erano stati uccisi prima che potessero testimoniare. Per questo motivo, il 18 luglio 2006, il Dipartimento di Giustizia degli Stati Uniti ha portato la giornalista fuori dalla Colombia su un volo speciale del DEA - Organo per l’applicazione delle politiche sulle droghe - per proteggere la sua vita e così potere testimoniare in processi di alto profilo nel suo paese e negli Stati Uniti. Il volo di Vallejo per Miami è diventato una notizia mondiale; e, il 25 luglio, il Canale RCN della Colombia ha trasmesso un’home video che aveva registrato prima della sua partenza. Secondo lei in media, il programma è stato visto da quattordici milioni di persone e ha ottenuto un pubblico superiore alla festa Finale del campionato mondiale di calcio, il 9 luglio 2006.

### Libro Amando Pablo, Odiando Escobar
Nel 2007, Vallejo ha pubblicato Amando Pablo, odiando Escobar, dove descrive la loro relazione romantica cinque anni alla guida del cartello di Medellín, le ragioni della crescita esplosiva del settore cocaina nei primi anni ‘80; le origini delle organizzazioni di guerriglia colombiane, come le FARC e l’ELN; la nascita di gruppi paramilitari, come MAS-Muerte a Secuestradores (Morte ai Rapitori), Los Extraditables e Le Autodifese Unite della Colombia (AUC); i legami tra i cartelli di Medellin e Cali con i dittatori caraibici e i presidenti colombiani Alfonso López Michelsen, Ernesto Samper Pizano e Álvaro Uribe Vélez; l'assalto al Palazzo di Giustizia di Bogotà nel 1985, finanziato dal cartello di Medellin; le ragioni di Vallejo per porre fine alla sua relazione con Escobar, nel 1987 gli orrori di narcoterrorismo dal 1988 al 1993 e la persecuzione e la morte del suo ex amante, il 2 dicembre, 1993.
Il libro di Vallejo è diventato il numero uno nelle vendite in Colombia e negli Stati Uniti in spagnolo.

### Asilo politico
Al suo arrivo negli Stati Uniti nel luglio 2006, Vallejo ha immediatamente chiesto asilo politico. Per concederlo, nei quattro anni successivi, il Dipartimento di Stato degli Stati Uniti d’America e il tribunale per l’immigrazione di Miami ha esaminato la vita della giornalista e la sua carriera professionale e non ha trovato alcuna indagine contro di lei, solo centinaia di minacce da parte di gruppi paramilitari, come le squadre dei gruppi paramilitari colombiani Águilas Negras'; membri del governo del presidente Álvaro Uribe Vélez; e organi di stampa di proprietà o diretti da la famiglia del vicepresidente Francisco Santos e del ministro della Difesa Juan Manuel Santos.
Il processo di asilo dell’autrice presso il tribunale per l’immigrazione di Miami conteneva circa 800 pagine. In giugno 2010, Virginia Vallejo ha ricevuto la condizione di asilo politico, in virtù della Costituzione degli Stati Uniti e la Convenzione delle Nazioni Unite contro la tortura, per la sua opinione politica come giornalista, e per le migliaia di minacce contro la sua vita e integrità poste sotto il suo nome Internet. Sebbene la maggior parte di questi sia stata successivamente rimossa dai motori di ricerca, rimangono al tribunale per l’immigrazione di Miami.

## Testimonianze

### Caso Palazzo di Giustizia
Virginia Vallejo era l’unica persona che poteva spiegare rigorosamente le vere ragioni di Pablo Escobar e il cartello di Medellín per finanziare assalto al Palazzo di Giustizia, commesso dal gruppo eversivo M-19, a Bogotà, il 6 e 7 novembre 1985. L’incendio dell’edificio e il massacro ha portato alla morte di più di cento persone, tra cui undici giudici della Suprema Corte di Giustizia, guerriglieri dell’M-19, agenti del governo e decine di civili disarmati. La giustizia colombiana ha riaperto il processo e ha chiesto la testimonianza giurata della giornalista e scrittrice nel luglio 2008, presso il consolato colombiano a Miami e davanti a un procuratore specializzato, Vallejo ha confermato la veridicità degli eventi dettagliati nel suo libro, nel capitolo “Quel palazzo in fiamme”.
Precisò che, “sebbene l’M-19 e il cartello di Medellín siano stati responsabili dell’acquisizione, I militari erano stati responsabili dell’incendio, del massacro e della sparizione forzata del arrestato dopo la riconquista dell’edificio”.

### Caso di Luis Carlos Galan
Nel 2007, Alberto Santofimio è stato condannato a 24 anni di reclusione per la sua complicità nell’omicidio del candidato alla presidenza Luis Carlos Galán, commesso da Pablo Escobar e dal cartello di Medellín, il 18 Agosto 1989. La sentenza è stata impugnata nel 2008 e l’ex senatore ed ex ministro della giustizia è stato rilasciato.
Nel luglio 2009, l’ufficio del procuratore generale colombiano ha chiesto la testimonianza di Virginia Vallejo nella riapertura Processo di Galán. Al consolato colombiano di Miami, e sotto giuramento, l’autrice ha confermato le accuse al politico “come principale istigatore dell’assassinio del senatore e candidato presidenziale”.
Nel 2011 la Suprema Corte di Giustizia ha confermato la condanna a 24 anni di reclusione di Alberto Santofimio.

## Cinema e televisione
La relazione sentimentale di Virginia Vallejo con Pablo Escobar ha ispirato i prodotti televisivi di finzione.
Il film Loving Pablo è stato ispirato dal libro Amando Pablo, odiando Escobar, sebbene lo sceneggiatore ha creato un adattamento molto diverso, con situazioni e personaggi di fantasia. L’attrice spagnola Penélope Cruz ha interpretato il ruolo di Vallejo e Javier Bardem quello di Escobar. Il lancio è avvenuto durante la 74ª Mostra internazionale d'arte cinematografica di Venezia nel 2017, e i protagonisti sono stati nominati per i Premio Goya 2018.

## Libri
- 2007 – Amando Pablo, odiando Escobar (Amando a Pablo, odiando a Escobar), edito in Italia da Giunti Editore ISBN 9788809863347